# 张钰钟
张钰钟（1942年—），江苏武进人，中国人民解放军将领、中国人民解放军武警中将。 
1997年，授予中国人民解放军武警中将，曾任武警部队副政治委员。